# Hans Mahlke
Hans Ferdinand Mahlke (* 27. Juli 1889 in Berlin; † 16. September 1959 in München) war ein deutscher Violinist, Bratschist und Musikpädagoge.

## Leben und Werk
Mahlkes Eltern waren der Geigenbauer Johann Gottfried Mahlke (* 1849 Succase; † 1911 Berlin) und Anna Schrade (* 1864 Wormditt; † 1949 Berlin-Steglitz). Hans studierte von Herbst 1905 bis Ostern 1910 an der Berliner Hochschule für Musik Violine bei Karl Klingler. Von 1912 bis 1925 war er Bratschist im Orchester des neu gegründeten Deutschen Opernhauses in Berlin-Charlottenburg.
Hans Mahlke wirkte zusätzlich in seinem Tanz-Orchester Mahlke. 1923 und 1924 nahm er mit diesem Orchester für Deutsche Grammophon fünf Schellackplatten mit Tanzmusik auf. Ab Sommer 1925 war Hans Mahlke als Bratschist festes Mitglied im Orchester der Staatsoper Berlin. Dies beförderte seine Karriere ausschließlich im Bereich der klassischen Musik.
Hans Mahlke war als Violinist Mitglied des Mahlke-Trio zusammen mit Rudolf Schmidt (Klavier) und Adolf Steiner (Cello). Er bestritt mit diesem Trio die Kammermusikabende Von Haydn bis Schönberg im Berliner Rundfunk.
Er war auch Gründungsmitglied des Havemann-Quartetts. Er wirkte ab 1925 lange Jahre an der Staatsoper in Berlin als Konzertmeister und erster Solobratschist. 1928 wurde Hans Mahlke Dirigent und Konzertmeister des Berliner Sinfonie-Orchesters.
Seit Oktober 1928 wirkte Hans Mahlke als Nachfolger von Emil Bohnke als Lehrer für Bratsche an der Hochschule für Musik in Berlin. Im Herbst 1933 wurde er zum Professor berufen. Von 1934 bis mindestens 1945 war er dort Fachvertreter für Kammermusik. 1955 wurde sein ehemaliger Schüler Emil Seiler sein Nachfolger. Zu seinen Schülern gehörten u. a. Armin Mueller-Stahl und Irene Wilhelmi.
Von 1912 bis 1936 was Mahlke mit Erna Martha Sparfeld (* 1893 Senftenberg) verheiratet. Die gemeinsamen Kinder waren die Tänzerin Vera Mahlke und die Schauspielerin Ellen Mahlke.